# 仇中文
仇中文（1951年8月—），男，汉族，江苏盐城人，中华人民共和国政治人物，中国共产党党员，第十一届全国人民代表大会江苏地区代表。

## 生平
毕业于江苏省委党校政治经济学专业。2008年1月当选江苏省人大常委会秘书长。同年担任全国人大代表。